# Gasselterboerveenschemond
Gasselterboerveenschemond (uitspraakⓘ) is een buurtschap in de provincie Drenthe (Nederland). De buurtschap valt onder de gemeente Aa en Hunze en telde op 4 augustus 2016 vierendertig inwoners. Gasselterboerveenschemond is de langste aaneengeschreven plaatsnaam van Nederland, met één teken meer dan Gasselternijveenschemond, dat 1,6 kilometer van Gasselterboerveenschemond ligt.
Op 18 juli 2011 was er een grote brand in de enige kippenschuur van Gasselterboerveenschemond. 170.000 kippen kwamen hierbij om het leven. Dit komt neer op 5000 kippen per inwoner.
Drenthe: Steden en dorpen      Nederland: Provincies · Gemeenten